# Luis Ortiz Alfau

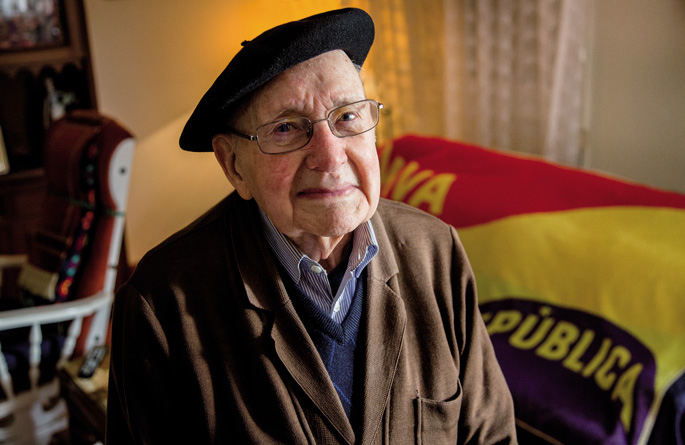
Luis Ortiz Alfau en 2016 en una entrevista para el diario vasco Argia

Luis Ortiz Alfau (Bilbao, Vizcaya, 13 de octubre de 1916-3 de marzo de 2019) fue un miliciano vasco, también conocidos como "gudaris", que defendió la Segunda República durante la Guerra Civil de 1936. Tras el fin del franquismo y el posterior boom de la memoria histórica de finales del siglo XX, Luis participó la recuperación de la memoria de los vencidos.

## Trayectoria vital
Participación en la Guerra Civil
Al estallar la Guerra Civil, Luis se alistó en el batallón Capitán Casero de Izquierda Republicana, donde trabajó como mensajero y alcanzó el grado de teniente. En abril de 1937, durante el Bombardeo de Guernica, su batallón se encontraba cerca de  la localidad  y colaboró en las labores de auxilio. Años más tarde, Luis recordaba este episodio histórico: “Cuando llegamos a la ciudad tuvimos que recoger muchos muertos y heridos. Todavía sueño con lo que vi allí, el recuerdo es horroroso. Ver a los niños gritando, a padres ensangrentados quitando escombros para buscar a sus hijos”
Con la caída de Bilbao unos meses más tarde en junio de 1937, se desplazó a Cantabria y allí fue herido por una bomba. Tuvo que abandonar el hospital por el avance de las tropas franquistas y logró subirse en un barco para huir destino a Francia. Posteriormente, regresó a Barcelona. Tras luchar nuevamente en las filas del ejército republicano, huyo de nuevo a Francia al término de la contienda. Luis reitera que supuestamente no disparó ni un tiro durante toda la guerra .
Exilio y posguerra
Luis fue uno de los primeros huidos republicanos en ingresar en el campo de Gurs en la primavera de 1939. Este primer grupo consistía de unas 18,000 personas, en su mayoría vascos y miembros de las Brigadas Internacionales. Cuando estalló la Segunda Guerra Mundial, Luis decidió regresar a su País Vasco natal, pero fue detenido en Hendaia al cruzar la frontera y conducido "a un campo de concentración habilitado en la fábrica de chocolates Elgorriaga" (Hernández de Miguel). Fue entonces cuando comenzó su periplo por varios campos de trabajo franquistas (Deusto y Miranda de Ebro) y por un batallón de trabajadores esclavizados en los Pirineos. Aun así, Luis asegura que fue un privilegiado. Como sabía escribir, durante su detención en el campo de Deusto lo destinaron a la oficina: “Como sabía escribir a máquina, me destinaron a las oficinas. Tomaba nota de lo que los presos declaraban. Cuando no les gustaba lo que contestaban, les daban con un palo en los riñones. Una y otra vez. Eran tremendamente duros los interrogatorios”. Unos años más tarde, en 1943, regresó a Bilbao y consiguió trabajo en la empresa Uralita de donde se jubiló en 1977.

## ElsigloXXIy el proyecto de memoria histórica
Luis permaneció callado durante cuarenta largos años, pero rompió el silencio tras el fin del franquismo: “Durante mucho tiempo solo se conoció lo que el franquismo quiso contar sobre nosotros. Lo importante ahora es que se sepa la verdad. Yo estuve más de 40 años calladito, pero ahora estoy embalado. ¿Sabes aquel famoso personaje que quería morir con las botas puestas? Pues así quiero morir yo. Así moriré yo”. Comenzó a relatar sus experiencias tras ganar un juicio contra el Gobierno Vasco en torno a la compesación de víctimas de la guerra que, al igual que él, no disponían de documentos que verificaran su paso por los campos de trabajo franquistas. Ha prestado testimonio en varios documentales sobre el campo de Gurs y fue uno de los demandantes de la querella argentina contra los crímenes del franquismo.